# Lucius Cornelius Chrysogonus
Lucius Cornelius Chrysogonus was een vrijgelaten slaaf en handlanger van de Romeinse dictator Sulla in de 1e eeuw v.Chr.
Chrysogonus hoorde bij de Cornelii, een grote groep slaven die door Sulla waren vrijgelaten en burgerrechten hadden gekregen, om hem als zijn cliënten te kunnen steunen in zijn macht. Volgens Cicero was hij aan het einde van de jaren 80 v.Chr. een van de machtigste mannen van de stad. Sulla had hem aan het hoofd van de proscripties van 82 v.Chr. gesteld en Chrysogonus was schatrijk geworden met de verkoop van de goederen van de vogelvrijverklaarden. Hij woonde in een groot huis op de Palatijn en leefde in grote luxe. 
Cicero beschuldigde Chrysogonus van corruptie in zijn eerste grote strafzaak Pro Sexto Roscio Amerino (81 v.Chr.), waarin hij als advocaat optrad voor Sextus Roscius, die werd beschuldigd van de moord op zijn gelijknamige vader. Wegens de banden van Chrysogonus met Sulla durfde in eerste instantie niemand Sextus Roscius te verdedigen. Cicero deed dit wel en kon tegen de verwachting in aannemelijk maken dat de moord niet door de zoon was gepleegd, maar door handlangers van Chrysogonus, die zo de landerijen van Sextus Roscius had verkregen. Cicero won de zaak en Sextus Roscius werd vrijgesproken. Het is niet bekend hoe het Chrysogonus nadien is vergaan. 

## Referentie
- Marcus Tullius Cicero Pro Sexto Roscio Amerino. Een moordzaak te Rome - Pleitrede voor Sextus Roscius van Ameria, Vertaald en ingeleid door Prof. Dr. A. Van den Daele S. J.